# Days Inn

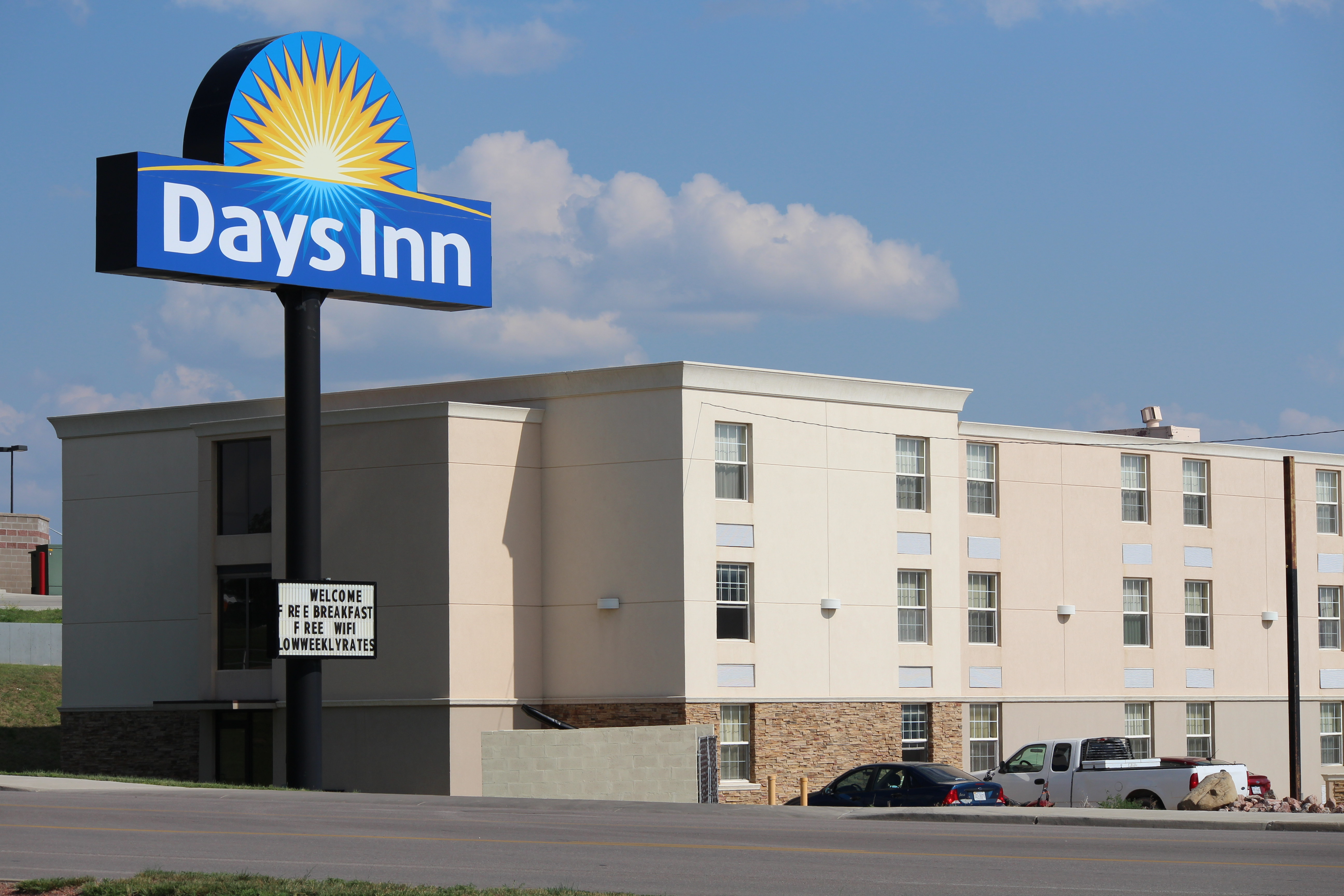
Days Inn in Gillette (Wyoming)

Days Inn ist eine Hotelkette, deren Häuser sich überwiegend in den USA befinden und die zur Gruppe der Wyndham Hotels & Resorts mit Sitz in Parsippany (New Jersey) gehören.

## Geschichte
Die Geschichte der Days Inns begann in den späten 1960er Jahren, als der Unternehmer Cecil B. Day seinen Immobilienbesitz in Georgia verkauft hatte und mit seiner Familie zu einer Rundreise aufbrach. Er stellte dabei fest, dass es nur wenige preislich günstige und saubere Hotels entlang der Autobahnen gab. Deshalb beschloss er, selbst in das Hotelgewerbe einzusteigen. 
1970 eröffnete er das erste Days Inn genannte Hotel auf Tybee Island nahe Savannah, das sich als sehr erfolgreich erwies. Daraufhin gründete er 1972 einen zweiten Standort in Forsyth, und es folgten bald weitere Häuser. Zehn Jahre später gab es bereits fast 300 Days Inns. Day konzentrierte die Häuser entlang der Interstate Highways und platzierte sie in kleinen Städten, die von den größeren Hotelketten oft übersehen wurden. Er vermied die großen Städte, die bereits von anderen Hotels bedient wurden. Day hatte somit ein neues Segment der Hotelbranche entdeckt und bot außerdem Rabatte für Senioren an. Als Cecil Day auf dem Höhepunkt seines Unternehmenserfolgs starb, wurde das Unternehmen an die Reliance Capital Group verkauft und schließlich 1992 vom Wyndham-Konzern übernommen. 2018 wurden die Hotels des Konzerns als Wyndham Hotels & Resorts ausgegliedert.

## Ausstattung

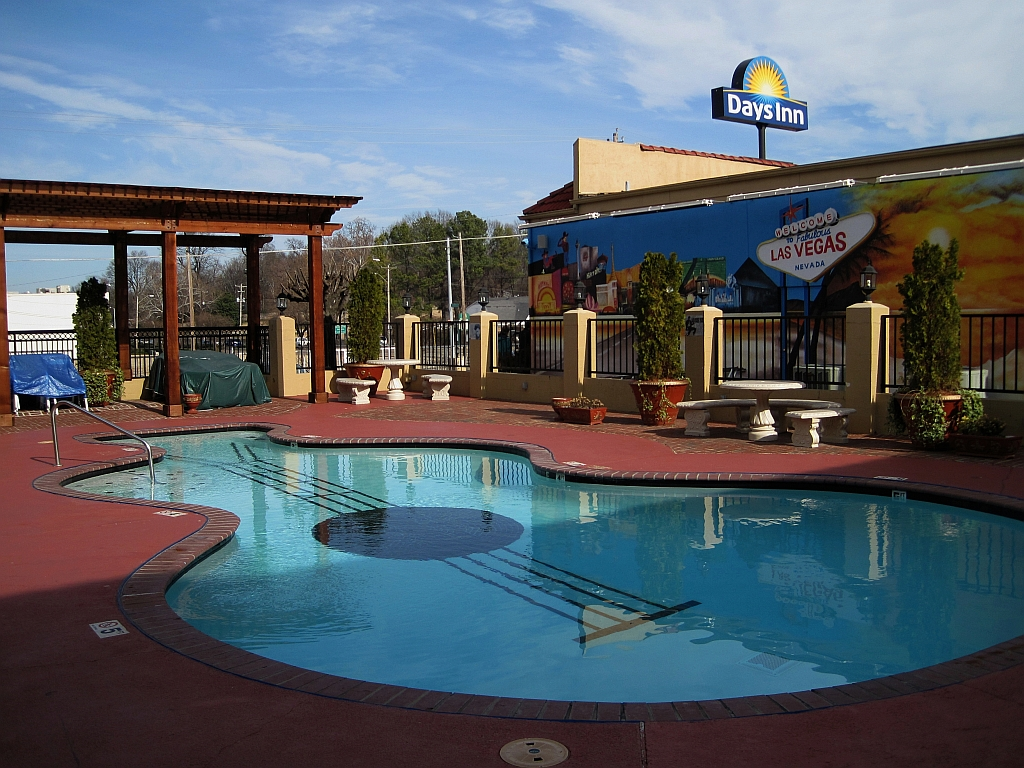
Der Swimmingpool im Days Inn Graceland

Das Logo der Hotels zeigt die obere Hälfte einer gelben strahlenden Sonne auf blauem Untergrund mit dem darunter befindlichen Schriftzug „Days Inn“. Das Logo ist in der Regel auf einem Mast vor dem Hotel angebracht und dadurch schon aus der Ferne sichtbar. Die ersten Hotels sollten insbesondere Reisende und Urlauber ansprechen und verzichteten auf luxuriöse Lobbys, Kongresseinrichtungen, Gepäckträger und Zimmerservice. Demgegenüber gibt es meist einen Swimmingpool für Familien, einen Spielplatz für Kinder sowie ein Restaurant und einen Geschenkeladen. 
Die ersten Day Inns verfügten außerdem über Tankmöglichkeiten vor Ort, was einen besonderen Anreiz darstellte. Dies war besonders wichtig für Reisende in den 1970er Jahren, da wegen Benzinknappheit manchmal nur wenige Stationen mit Kraftstoffen zur Verfügung standen. Eine garantierte Morgenauffüllung, bevor es wieder auf die Straße ging, war für viele Reisende eine sehr attraktive Idee. Wegen seines christlichen Glaubens deponierte Day auch Bibeln in allen Gästezimmern und ermutigte die Gäste, das Buch beim Check-out kostenlos mitzunehmen. Die Ausstattung der Hotels ist überwiegend einfach und zweckmäßig gestaltet, oftmals Motel-artig. Die Außenanlagen sind unterschiedlich. Beispielsweise hat der Swimmingpool im Days Inn Graceland die Form einer Gitarre und soll damit an den zu seinen Lebzeiten nebenan wohnenden Rockmusiker Elvis Presley erinnern.